# Tapis vert
En tapis vert (fr. for grønt tæppe) er et haveelement i en barokhave eller -park, et stort grønt område med trimmet bevoksning. Det er karakteristisk, at det ikke er indrammet af lave hække og ikke har broderiedekoration. 'Tapis vert' skulle repræsentere enkelhed i kontrast til parkens mere udførlige parterrepartier.